# Новорябухин
Новорябухин — хутор в Советском районе Ростовской области.
Входит в состав Калач-Куртлакского сельского поселения.

## География
Хутор находится на северо-востоке Ростовской области. Севернее от него расположен хутор Наумов, восточнее — слобода Петрово и Калач-Куртлак, западнее — село Русская и станица Советская, южнее — хутора Осиновский и Алексеевский.
Расстояние от Новорябухина до Ростова-на-Дону — 420 км. Река Куртлак, на берегу которой стоит хутор, огибает его с трех сторон: северной, восточной и западной. Длина реки 150 км, большая её часть расположена в Волгоградской области, впадает в реку Чир (местные жители именуют место впадения «Стрелка», популярное место отдыха «на природе»).

## Население
| 2010 |
| ---- |
| 200  |

## Улицы
- ул. Молодёжная,
- ул. Набережная,
- ул. Озерная,
- ул. Садовая,
- ул. Степная,
- ул. Центральная.

## Достопримечательности
В хуторе находится памятник «Обелиск павшим воинам Великой Отечественной войны».